# Václav Hugo Sawerthal
Václav Hugo Sawerthal (voornaam ook wel: Wenceslas, Venceslao en Wenzel Hugo en achternaam ook wel: Saverthal, Zaverthal, Zavrtal en Zavrthal) (Polepy (okres Litoměřice) (destijds Polepp geheten), 31 augustus 1821 – Litoměřice, 8 september 1899) was een Boheems componist, militaire kapelmeester en klarinettist. Hij is de vader van Ladislav Josef Filip Pavel Sawerthal, eveneens componist en dirigent en de jongere broer van Joseph Rudolph Sawerthal ook componist, militaire kapelmeester en trompettist.

## Levensloop
Sawerthal studeerde net als zijn broer aan het Státní konservatori hudby v Praze in Praag van 1834 tot 1840. Aansluitend (1841) werd hij klarinettist in het orkest van de opera in Ljubljana (destijds Laibach geheten). In 1842 trad hij op als zanger, (bas), in Boedapest. Vanaf 1843 had hij dezelfde functie in het orkest van de opera in Praag. Van 1845 tot 1847 was hij militaire kapelmeester van het Militair Muziekkorps van Infanterie-Regiment nr. 18 in Milaan. In 1847 werd hij muziekdirecteur en dirigent van het Teatro del Liceo en professor aan het Conservatorio Superior de Música del Liceo in Barcelona.
In 1847 huwde hij de Italiaanse operazangeres Carlotta Maironi da Ponte (1826–1873).
In 1848 en 1849 was hij wederom op de vorige positie in Milaan, waar hij Carl Thomas Mozart leerde kennen, de oudste zoon van Wolfgang Amadeus Mozart. Vanaf 1850 werd hij opnieuw militaire kapelmeester van het K. u. k. leger, namelijk van 1850 tot 1854 de Militaire Muziekkapel van het Infanterie-Regiment Nr. 54 dat eerst in Milaan en later in Wenen gestationeerd was. Van 1854 tot 1859 was hij dirigent van de Militaire Muziekkapel van het Infanterie-Regiment Nr. 59 in Triëst. In deze tijd was ook zijn broer militaire kapelmeester in deze stad.
Aansluitend werd hij kapelmeester in muziekkorpsen van het Italiaanse leger tot 1866. Van 1867 tot 1870 werkte hij als muziekdirecteur in Treviso en van 1870 tot 1874 in Modena. In 1874 vertrok hij naar Schotland en werd dirigent van de Pollokshields Musical Association. Van 1875 tot 1895 was hij muziekleraar in Helensburgh (Schotland).

## Composities

### Werken voor harmonieorkest
- 1852 Kaiser Franz-Joseph-Jubel-Marsch
- Erinnerung an Novy (Expeditions-Marsch)
- Soldatenlieder-Marsch
- Marsch über Themen aus dem "Sommernachtstraum" van Felix Mendelssohn Bartholdy
- Triester (54e) Defilier-Marsch

### Toneelwerken

#### Opera's
- Estrella